# Élections sénatoriales de 2017 dans la Haute-Loire
Les élections sénatoriales dans la Haute-Loire ont lieu le dimanche 24 septembre 2017. Elles ont pour but d'élire les sénateurs représentant le département au Sénat pour un mandat de six années.

## Contexte départemental
Lors des élections sénatoriales de 2011 dans la Haute-Loire, deux sénateurs ont été élus : Jean Boyer (NC) et Gérard Roche (DVD).
Depuis, tous les effectifs du collège électoral des grands électeurs ont été renouvelés, avec les élections législatives de 2017, les élections régionales de 2015, les élections départementales de 2015 et les élections municipales de 2014.

## Sénateurs sortants
| Sénateur | Sénateur          | Parti | Fonctions lors de l'élection en 2011         |
| -------- | ----------------- | ----- | -------------------------------------------- |
|          | Gérard Roche      | MoDem | Président du conseil général                 |
|          | Olivier Cigolotti | UDI   | Conseiller municipal de Saint-Romain-Lachalm |

## Présentation des candidats et des suppléants
Les nouveaux représentants sont élus pour une législature de 6 ans au suffrage universel indirect par les 711 grands électeurs du département. Dans la Haute-Loire, les sénateurs sont élus au scrutin majoritaire à deux tours. Leur nombre reste inchangé, deux sénateurs sont à élire. Il y aura plusieurs candidats dans le département, chacun avec un suppléant.
| T/S | Candidats | Candidats            | Parti | Principale fonction                                            |
| --- | --------- | -------------------- | ----- | -------------------------------------------------------------- |
| T   |           | Patrice Douix        | PS    | Conseiller municipal de Blesle                                 |
| S   |           |                      | PS    |                                                                |
| T   |           | Serge-Pierre Mondani | LREM  | Maire de Saint-Beauzire                                        |
| S   |           |                      | LREM  |                                                                |
| T   |           | Olivier Cigolotti    | UDI   | Sénateur sortant, conseiller municipal de Saint-Romain-Lachalm |
| S   |           |                      | UDI   |                                                                |
| T   |           | Laurent Duplomb      | LR    | Maire de Saint-Paulien                                         |
| S   |           |                      | LR    |                                                                |
| T   |           | Aurore Arnaud        | FN    |                                                                |
| S   |           |                      | FN    |                                                                |

## Résultats
| Candidats                | Candidats                | Parti                    | Nuance                   | Premier tour | Premier tour |
| Candidats                | Candidats                | Parti                    | Nuance                   | Voix         | %            |
| ------------------------ | ------------------------ | ------------------------ | ------------------------ | ------------ | ------------ |
|                          | Olivier Cigolotti        | UDI                      | UDI                      | 521          | 73,80        |
|                          | Laurent Duplomb          | LR                       | LR                       | 373          | 52,83        |
|                          | Serge-Pierre Mondani     | LREM                     | REM                      | 176          | 24,93        |
|                          | Patrice Douix            | PS                       | SOC                      | 145          | 20,54        |
|                          | Aurore Arnaud            | FN                       | FN                       | 24           | 3,40         |
|                          |                          |                          |                          |              |              |
| Suffrages exprimés       | Suffrages exprimés       | Suffrages exprimés       | Suffrages exprimés       | 706          | 97,38        |
| Votes blancs             | Votes blancs             | Votes blancs             | Votes blancs             | 13           | 1,79         |
| Votes nuls               | Votes nuls               | Votes nuls               | Votes nuls               | 6            | 0,83         |
| Total                    | Total                    | Total                    | Total                    | 725          | 100          |
| Abstention               | Abstention               | Abstention               | Abstention               | 6            | 0,82         |
| Inscrits / participation | Inscrits / participation | Inscrits / participation | Inscrits / participation | 731          | 99,18        |